# Seiya Fujita
Seiya Fujita (jap. 藤田 征也, Fujita Seiya; * 2. Juni 1987 in Hokkaido) ist ein japanischer Fußballspieler.

## Karriere

### Verein
Fujita erlernte das Fußballspielen in der Jugendmannschaft von Consadole Sapporo. Seinen ersten Vertrag unterschrieb er 2005 bei Consadole Sapporo. Der Verein spielte in der zweithöchsten Liga des Landes, der J2 League. 2007 wurde er mit dem Verein Meister der J2 League und stieg in die J1 League auf. Am Ende der Saison 2008 stieg der Verein in die J2 League ab. Für den Verein absolvierte er 166 Spiele. 2011 wechselte er zum Erstligisten Albirex Niigata. Für den Verein absolvierte er 63 Erstligaspiele. 2014 wechselte er zum Zweitligisten Shonan Bellmare. 2014 wurde er mit dem Verein Meister der J2 League und stieg in die J1 League auf. Am Ende der Saison 2016 stieg der Verein in die J2 League ab. 2017 wurde er mit dem Verein Meister der J2 League und stieg in die J1 League auf. Für den Verein absolvierte er 103 Spiele. 2019 wechselte er zum Zweitligisten Tokushima Vortis. Mit Vortis feierte er 2020 die Zweitligameisterschaft und den Aufstieg in die erste Liga. Nach nur einer Saison musste er mit Vortis als Tabellensiebzehnter wieder in die zweite Liga absteigen.

### Nationalmannschaft
Mit der japanischen Nationalmannschaft qualifizierte er sich für die Junioren-Fußballweltmeisterschaft 2007.

## Erfolge
Shonan Bellmare
- J.League Cup: 2018

Tokushima Vortis
- J2 League: 2020  ▲